# Jukka Virtanen
Jukka Virtanen (25 de julio de 1933 – 1 de septiembre de 2019) fue un escritor, traductor, periodista, guionista, actor, director  y cantante finlandés.

## Biografía
Su nombre completo era Jukka Jalmari Virtanen, y nació en Jämsänkoski, actualmente parte de Jämsä, Finlandia, siendo sus padres Hilja Maria Hakonen y Eino Jalmari Virtanen.
Virtanen cursó estudios en la Universidad de Helsinki, donde conoció a Spede Pasanen. En 1954 consiguió un trabajo como periodista para la cadena Yleisradio, y al siguiente año obtuvo un puesto como guionista en la organización Kansan Elokuva, aprendiendo allí los conceptos básicos sobre la dirección y edición cinematográfica.
En 1958 fue el primer reportero de noticias a tiempo completo de la recién creada Yle TV1, aunque pronto pasó al sector del entretenimiento. 
Virtanen fue miembro del grupo de trabajo VEK (Jukka Virtanen, Aarre Elo, Matti Kuusla), obteniendo con el show televisivo Lumilinna el premio de la Rose d'Or en 1965. Además, en los primeros años 1960 trabajó con los guiones de la serie radiofónica Kankkulan kaivolla. En 1978, Virtanen fue uno de los fundadores del Uusi Iloinen Teatteri junto a Marjatta Leppänen, Jaakko Salo y Lasse Mårtenson. 
Entre los programas televisivos en los que trabajó figuran Levyraati y Runoraati. También fue uno de los creadores del programa The Joulukalenteri (1997), y fue actor de voz en la adaptación al finlandés de la serie de animación checa Rosvo-Rudolf. Virtanen interpretó su último papel televisivo en la serie de 2015 Roba, encarnando a Paavo.
Virtanen fue también cantante. Entre los temas musicales que interpretó figuran ”Hanna ja Niilo” (1969), ”Balladi pojasta nimeltä Vee” (1971), ”Perspirantti-Antti” (1972) y ”Kaupungin rumin mies” (1974). Complementó su carrera musical como letrista, escribiendo unas 250 canciones, entre ellas ”Maalaismaisema”, ”Taas on aika auringon”, ”Konstan parempi valssi”, ”Seitsemän kertaa seitsemän” y ”Hottentottilaulu”.
Además, en los años 1970, VEK y Heikki Kahila, entre otros, fundaron el grupo musical Songilo. El 23 de julio de 2008 se lanzó el disco Sanat Jukka Virtanen, que contiene interpretaciones hechas por varios artistas de canciones escritas por Virtanen, realizándose en septiembre del mismo año una gira con las mismas canciones.
Jukka Virtanen estuvo casado con Liisa Virtanen, a la que había conocido en 1957, contrayendo matrimonio la pareja dos años después. Fruto de la unión nacieron el actor Ville Virtanen y Riikka Virtanen.
Virtanen sufrió alcoholismo, trastorno bipolar y cáncer de próstata. A finales de 2015 el cáncer había metastatizado a los huesos. Virtanen falleció en Helsinki, Finlandia, en el año 2019. Sus restos fueron incinerados, y las cenizas esparcidas en Jämsä, en un lago cercano al puente Yläkoski.

## Filmografía (selección)
- 1960 : Iloinen Linnanmäki (actor)

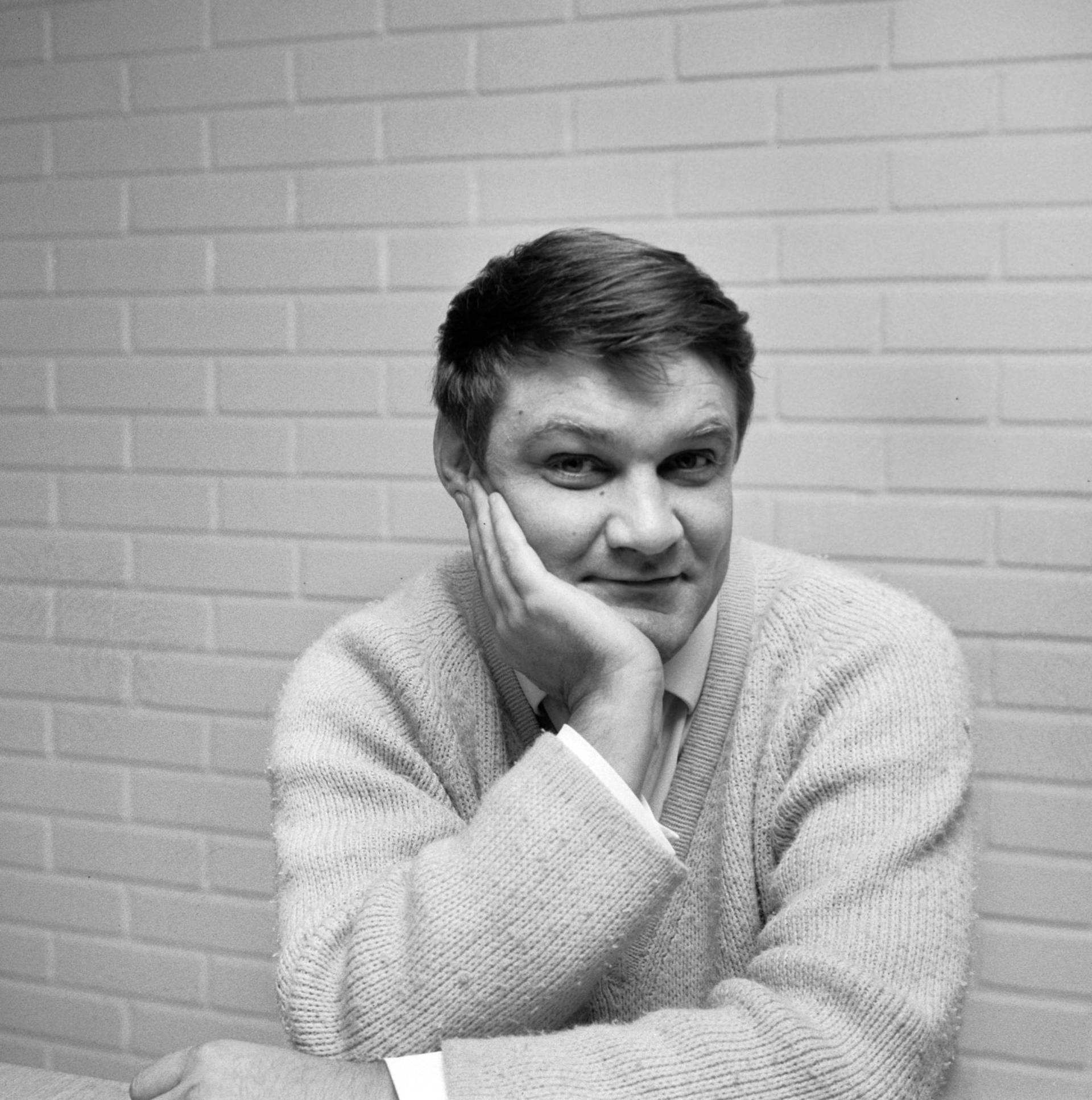
Virtanen en 1966

- 1966 : Millipilleri (guionista, director, actor)
- 1967 : Pähkähullu Suomi (guionista, director, actor)
- 1968 : Noin 7 veljestä (guionista, director, actor)
- 1968 : Mustaa valkoisella (actor)
- 1969 : Leikkikalugangsteri (actor)
- 1969 : Näköradiomiehen ihmeelliset siekailut (guionista, actor)
- 1970 : Speedy Gonzales – Noin 7 veljeksen poika (actor)
- 1973 : Uuno Turhapuro (actor)
- 1976 : Lottovoittaja UKK Turhapuro (actor)
- 1977 : Häpy Endkö? Eli kuinka Uuno Turhapuro sai niin kauniin ja rikkaan vaimon (actor)
- 1978 : Rautakauppias Uuno Turhapuro – presidentin vävy (actor)
- 1980 : Tup-akka-lakko (actor)
- 1983 : Menestyksen maku (actor)
- 1985 : Hei kliffaa hei (actor)
- 1987 : Fakta homma (director)
- 1990 : Vääpeli Körmy ja marsalkan sauva (actor)
- 1991 : Vääpeli Körmy ja vetenalaiset vehkeet (actor)
- 1992 : Vääpeli Körmy ja etelän hetelmät (actor)
- 1997 : The Joulukalenteri (guionista, director, actor)
- 2004 : Uuno Turhapuro – This Is My Life (actor)
- 2010 : Jos rakastat (actor)
- 2012 : Tie pohjoiseen (actor)
- 2017 : Toivon tuolla puolen (actor)

## Publicaciones
- Virtanen, Jukka & Seppo Ahti (1975).  WSOY, ed. Intiassa kukin on kummempi. Porvoo, Helsinki. ISBN 951-0-06910-8.
- WSOY, ed. (1980). Joulupukkikapina. Helsinki. ISBN 951-0-10153-2.
- Tammi, ed. (1991). Kaukaisen saaren aarre. Helsinki. ISBN 951-30-9891-5.
- Tammi, ed. (2000). Pukinpunainen. Jouluinen satuseikkailu. Helsinki. ISBN 951-31-1970-X.
- Tammi, ed. (2003). Kuvassa keskellä Jukka Virtanen. Helsinki. ISBN 951-31-2870-9.
- Virtanen, Jukka & Wickström, Mika (2008).  Tammi, ed. Zoom juhlii jälleen. Raittius- ja urheiluseuran 45 ensimmäistä vuotta. Helsinki. ISBN 978-951-31-4263-6.
- Virtanen, Jukka & Talasranta, Ilkka (2011).  Paasilinna, ed. Jukka Virtanen. Omat ja käännetyt. Espoo. ISBN 978-952-5856-39-2.
- Teos, ed. (2012). Virtasen voimistelu ja urheilu. Helsinki. ISBN 978-951-851-380-6.

## Premios y condecoraciones
- 1958 : Gran Premio del Festival de Cortometrajes de Hungría por el documental Teollista muotoilua
- 1965 : Premio de la Rose d'Or por el show Lumilinna
- 1995 : Estatua G. Pula-aho
- 1997 : Concesión de la Pensión como Artista Estatal
- 1998 : Premio musical Harmonia
- 2001 : Premio Musiikki & Media a su trayectoria
- 2002 : Medalla Jämsänkoski
- 2002 : Premio Venla a su carrera
- 2003 : Medalla de Studio Kymppi
- 2008 : Premio Juha Vainio[9]
- 2012 : Premio Venla de oro